# Araxiana
Araxiana is een geslacht van rechtvleugeligen uit de familie Pamphagidae. De wetenschappelijke naam van dit geslacht is voor het eerst geldig gepubliceerd in 1951 door Mishchenko.

## Soorten
Het geslacht Araxiana  is monotypisch en omvat slechts de volgende soort:
- Araxiana woronowi (Uvarov, 1918)